# Jouy-aux-Arches
Jouy-aux-Arches ist eine französische Gemeinde mit 1431 Einwohnern (Stand 1. Januar 2022) im Département Moselle in der Region Grand Est (bis 2015 Lothringen). Sie gehört zum Arrondissement Metz.

## Geographie
Jouy-aux-Arches liegt acht Kilometer südwestlich des Metzer Stadtzentrums am rechten Ufer der Mosel.

## Geschichte
Jouy-aux-Arches wurde 745 erstmals als Gaudiacum erwähnt. Der Ort gehörte dem Bistum Metz. Im Jahr 1363 wurde er ebenfalls von den Söldnern des John Hawkwood, den sogenannten Weißen Kompanien, verheert.
Nach dem  Frieden von Frankfurt vom 10. Mai 1871 kam Jouy aux Arches  an Deutschland zurück, wo es dem Landkreis Metz, Bezirk Lothringen, im Reichsland Elsaß-Lothringen zugeordnet wurde. Die Bewohner des Orts betrieben Getreide-, Wein- und Obstbau und hielten am ersten Montag im September einen Viehmarkt ab.
Nach dem Ersten Weltkrieg musste der Ort 1919 aufgrund der Bestimmungen des Versailler Vertrags an Frankreich abgetreten werden. Während des Zweiten Weltkriegs war die Region von der deutschen Wehrmacht besetzt.
1915–1918 und 1940–1944 trug die Ortschaft den eingedeutschten Namen Gaudach.

### Bevölkerungsentwicklung
| Jahr      | 1962 | 1968 | 1975 | 1982 | 1990 | 1999 | 2007 | 2017 |
| Einwohner | 1306 | 1271 | 1317 | 1339 | 1493 | 1559 | 1593 | 1472 |

## Sehenswürdigkeiten
Ein römischer Aquädukt überragt die Häuser des Ortes, durchschneidet ihn beginnend am Moselufer, quert die D657 und endet östlich noch im Ort. Es handelt sich um Überreste der römischen Aquädukt-Trasse von Gorze nach Metz.
Die Fließrichtung des Aquädukts führte von der westlich gelegenen Mosel nach Osten durch den Ort Jouy-aux-Arches und weiter gen Nordosten nach Metz. Die französische Bezeichnung lautet Aqueduc de Gorze à Metz. Einzigartig für römische Aquädukte ist der doppelte überdachte Kanal. Warum es 2 Kanäle gab ist nicht genau bekannt, die wahrscheinlichste Erklärung ist, dass durch das starke Gefälle des Aquädukts die Wände schnell abgenutzt wurden, mit 2 Kanälen konnte man einen erneuern, ohne die Wasserversorgung zu unterbrechen.

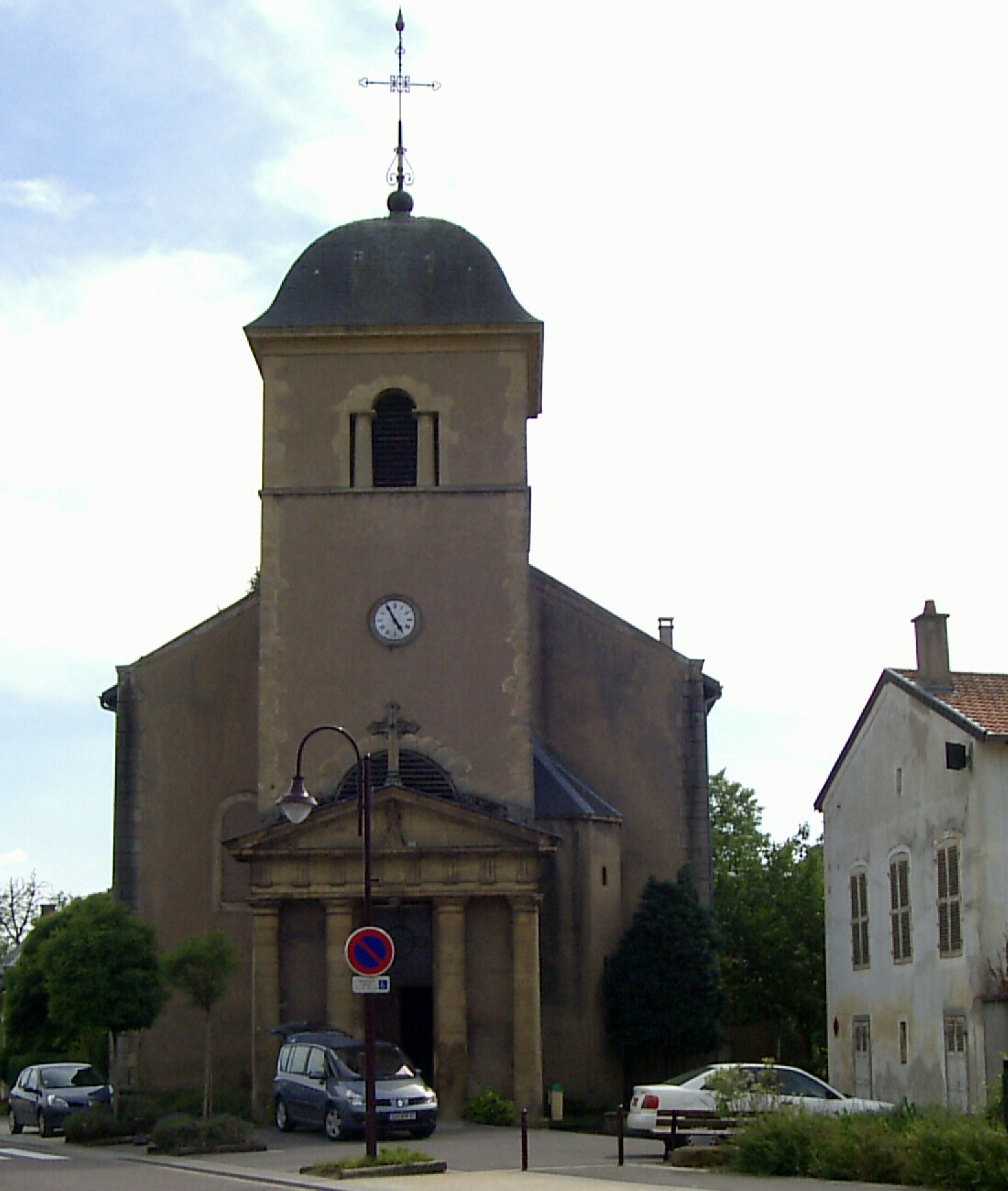
Kirche Saint-André
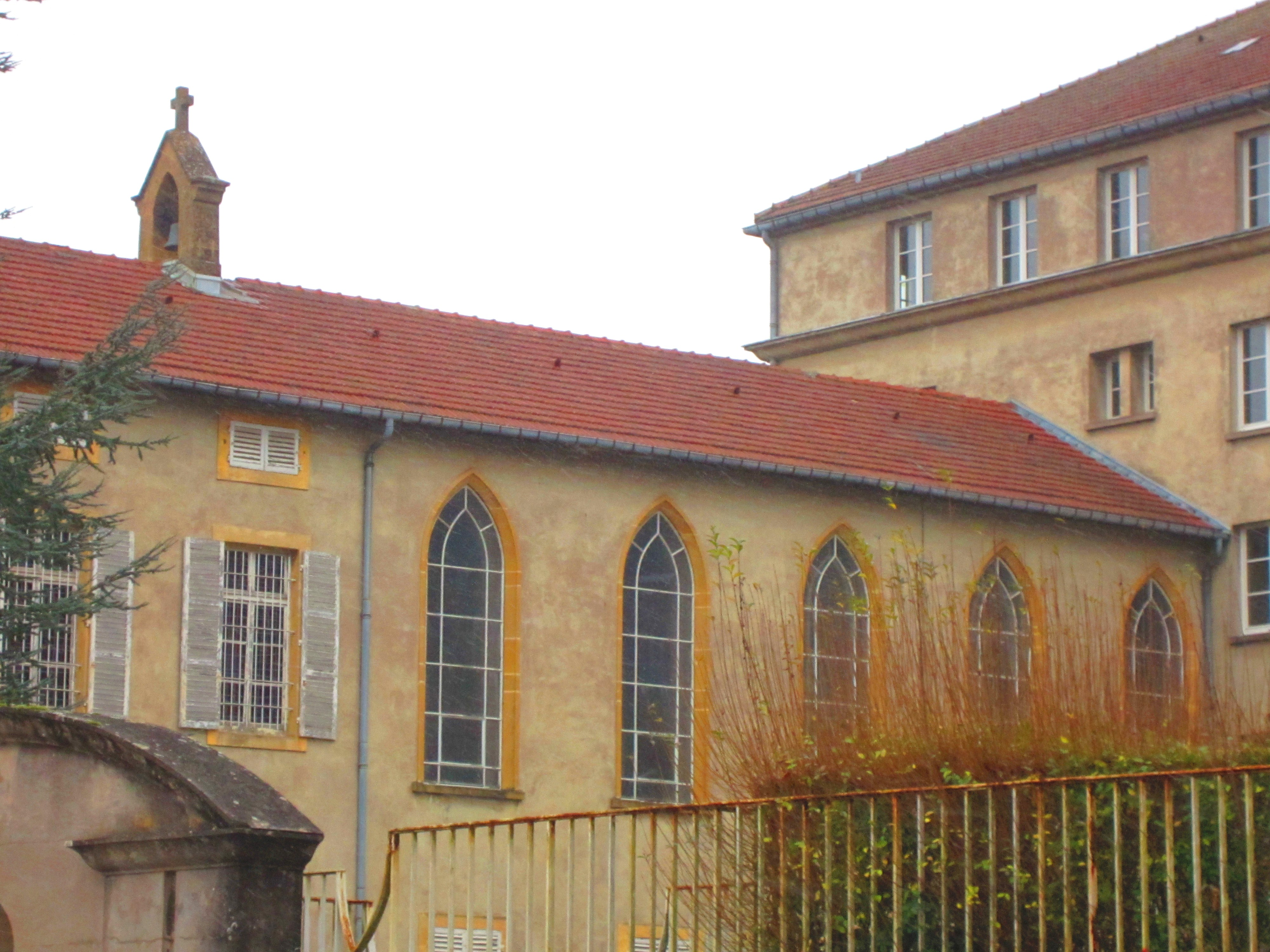
Kapelle der Abtei Notre-Dame
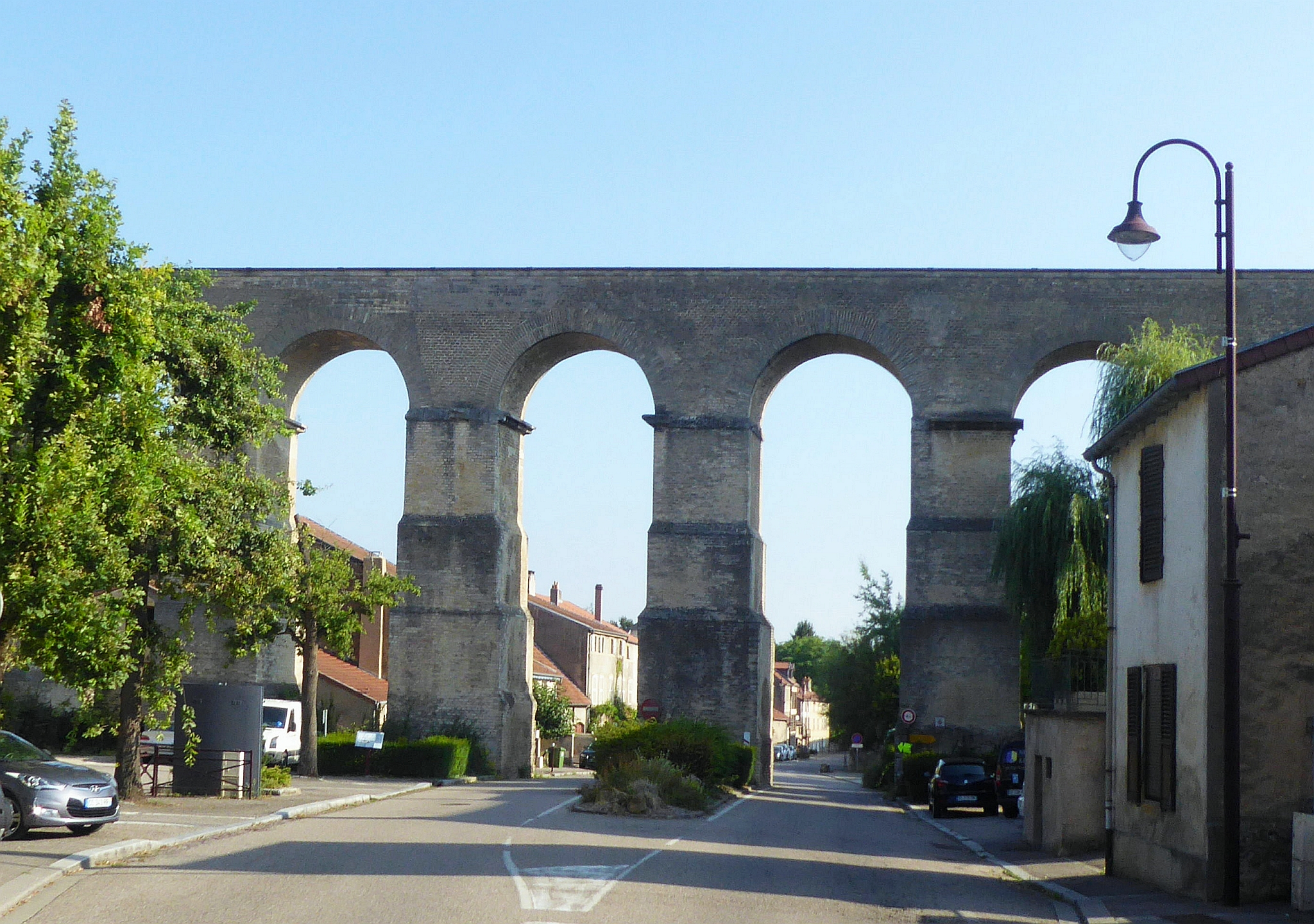
Römisches Aquädukt über die D657